# Баломбо
Баломбо (порт. Balombo) — муниципалитет в Анголе, входит в состав провинции Бенгела. Площадь — 2635 км2. Дата основания — 1954 год.

## Население
Население на 2006 год — 30 533 человек. Плотность населения — 11,6 человек/км2. Крупнейший город — Баломбо с населением 7157 человек.